# Visconde de Camarate
Visconde de Camarate é um título nobiliárquico criado pelo Rei D. Luís I de Portugal, por Decreto de 25 e Carta de 30 de Maio de 1870, em favor de Hermenegildo Augusto de Faria Blanc.
Titulares
1. Hermenegildo Augusto de Faria Blanc, 1.º Visconde de Camarate;
2. João Augusto de Faria Blanc, 2.° Visconde de Camarate.